# Rubus ruborensis
Rubus ruborensis är en rosväxtart som beskrevs av Matzk.. Rubus ruborensis ingår i släktet rubusar, och familjen rosväxter. Inga underarter finns listade i Catalogue of Life.